# Phaeographis patagonica
Phaeographis patagonica är en lavart som beskrevs av Zahlbr. Phaeographis patagonica ingår i släktet Phaeographis och familjen Graphidaceae.   Inga underarter finns listade i Catalogue of Life.